# Ања Спасојевић
Ања Спасојевић (Београд 4. јул 1983) бивша је српска одбојкашица и репрезентативка. Позната је и као Женски Вања, по Вањи Грбићу, због сјајног смеча и невероватног броја поена постигнутог на Светском првенству 2006. у Јапану.

## Каријера
Одбојком је почела да се бави са дванаест година у београдском Радничком из кога је касније прешла у Црвену звезду, а од 2004. године је играла у Италији. Добра је пријатељица са својом колегиницом из репрезентације Иваном Ђерисило са којом се упознала још 1996. године када су обе наступале у Црвеној звезди.

## Репрезентативни трофеји
- Светско првенство 2006. Јапан - бронзана медаља
- Европско првенство 2007. Белгија и Луксембург - сребрна медаља